# Tu es mon fils (téléfilm)
Pour plus de détails, voir Fiche technique et Distribution.
Tu es mon fils  est un téléfilm dramatique français réalisé par Didier Le Pêcheur, diffusé en 2015.

## Synopsis
Alors que le meurtre d'une jeune lycéenne secoue la petite ville de Fouras, Claire, mère de famille sans histoire, commence à suspecter son fils Raphaël. Elle tente d'enquêter discrètement avec l'aide de son ex-mari Marc, le père de Raphaël. Mais son secret explose quand Paul, l'homme avec qui elle a refait sa vie, apprend les soupçons qui pèsent sur Raphaël et l'implication de Marc.

## Fiche technique
- Titre original : Tu es mon fils
- Réalisation : Didier Le Pêcheur
- Scénario : Chris Lang, Delphine Labouret, Didier Le Pêcheur
- Photographie : Myriam Vinocour
- Son :
- Montage :
- Musique : Jean-Pierre Taïeb
- Société de production : Europacorp télévision
- Société de distribution : ITV Studios Global Entertainment
- Pays d'origine : France
- Langue originale : français
- Format : couleur
- Genre : drame
- Durée : 90 min
- Tournage : novembre-décembre 2014
- Dates de diffusion :
  -  France : 23 février 2015 sur TF1

## Distribution
- Anne Marivin : Claire
- Charles Berling : Paul
- Paul Bartel : Raphaël
- Thomas Jouannet : Marc
- Cécile Rebboah : Adjudant Jeanne Chrétien
- Mathias Kozlowski : Valentin Le Magicien
- Louis Duneton : Maxime
- Pauline Brisy : Valentine
- Luna Itovich : Lara
- Eline Perrotin : Lorraine Lemoine, la victime
- Bertrand Farge : Capitaine Blamont
- Régis Pappatico : jeune OPJ
- Philippine Pierre-Brossolette : médecin légiste
- Laura Luna : Mme Lemoine, la mère de la victime

## Production
Cette fiction est une adaptation du téléfilm anglais A mother's son diffusé en 2012.

### Tournage
Le tournage du film s'est fait entre les mois d'octobre et novembre 2014.
Les lieux de tournages sont les marais de Tonnay-Charente pour les recherches, l'Île d'Aix, atelier du loueur de vélos dans le village et la jetée Barbotin du Port, Rochefort, le lycée Pierre Loti et surtout Fouras, la maison sur la plage Nord, le Port Sud et l'embarcadère de la Pointe de la Fumée.

## Audience
Le téléfilm diffusé le 23 février 2015 sur TF1, réunit 6 064 000 téléspectateurs, soit 23,3 % du public. TF1 se classant leader de la soirée.

## Distinction
- Prix du Meilleur Film Unitaire Francophone de Télévision au Festival Polar de Cognac 2015[3]